# Kostel svatého Petra a Pavla (Krajková)
Kostel svatého Petra a Pavla je římskokatolický filiální kostel v Krajkové v okrese Sokolov v Karlovarském kraji. Od roku 1963 je jako kulturní památka.
Před kostelem stojí sloup se sochou Panny Marie a kašna, chráněné rovněž jako kulturní památka.

## Historie
Přesná doba vzniku není známa, stál zde již dříve, ale žádné prameny nic bližšího neprozrazují. První písemná zmínka o kostele je z poloviny 14. století, kdy se roku 1350 o něm hovoří jako o farním. Původně pozdně gotický kostel byl renesančně obnovený. To prozrazuje datace 1583 na portálu v presbytáři. Starší věž z roku 1669 byla v letech 1710_1711 byla nahrazena novou barokní. Další významnější úpravy kostela jsou z roku 1721, následné byly provedeny v letech 1781–1782. Z důvodu havarijního stavu byla věž opětovně snesena roku 1789. Současné věže byly opraveny v letech 1859–1862 při pseudoslohové přestavbě kostela. V literatuře se někdy uvádí, že dokončení věže bylo provedeno až roku 1868. Současná sakristie byla postavena roku 1834. Nad ní se nachází oratoř, která tak nahradila sakristii, jež bývala v místech nejnovější věže. V roce 1977 byla obnovena opěrná zeď kostela se schodištěm ke kostelu. Poslední velká oprava kostela je z roku 1996. Otevření kostela po provedených opravách se zúčastnil i emeritní biskup František Radkovský.
Patronkou kostela byla baronka Františka von Kopalová.

## Architektura
Současná stavba je výsledkem propojení několika vývojových etap. Konečným výsledkem stavebních úprav je obdélná, nepříliš dlouhá loď s obdélným presbytářem. K hlavní lodi, kryté plochým stropem na fabionu, jsou na východní straně z jihu a ze severu připojeny boční lodě, jež jsou přibližně ve dvou třetinách délky hlavní lodě ukončeny. Od ní jsou potom v interiéru odděleny arkádami na pilířích a nad nimi se nacházejí klenuté tribuny. Zbývající západní třetinu délky lodě vyplňuje dvoupatrová dřevěná kruchta. Valbovou střechu ukončuje na západě malá barokní lucerna. Zdi nejsou nijak členěny, jsou zdobeny pouze nárožní bosáží. Exteriér stavby v sobě spojuje zejména prvky novorománského slohu, například vstupní portál či velká oblouková okna bočních lodí a novogotiky, například slepá okna s lomeným obloukem na východní straně presbytáře či architektonické řešení druhého patra věže.

## Interiér

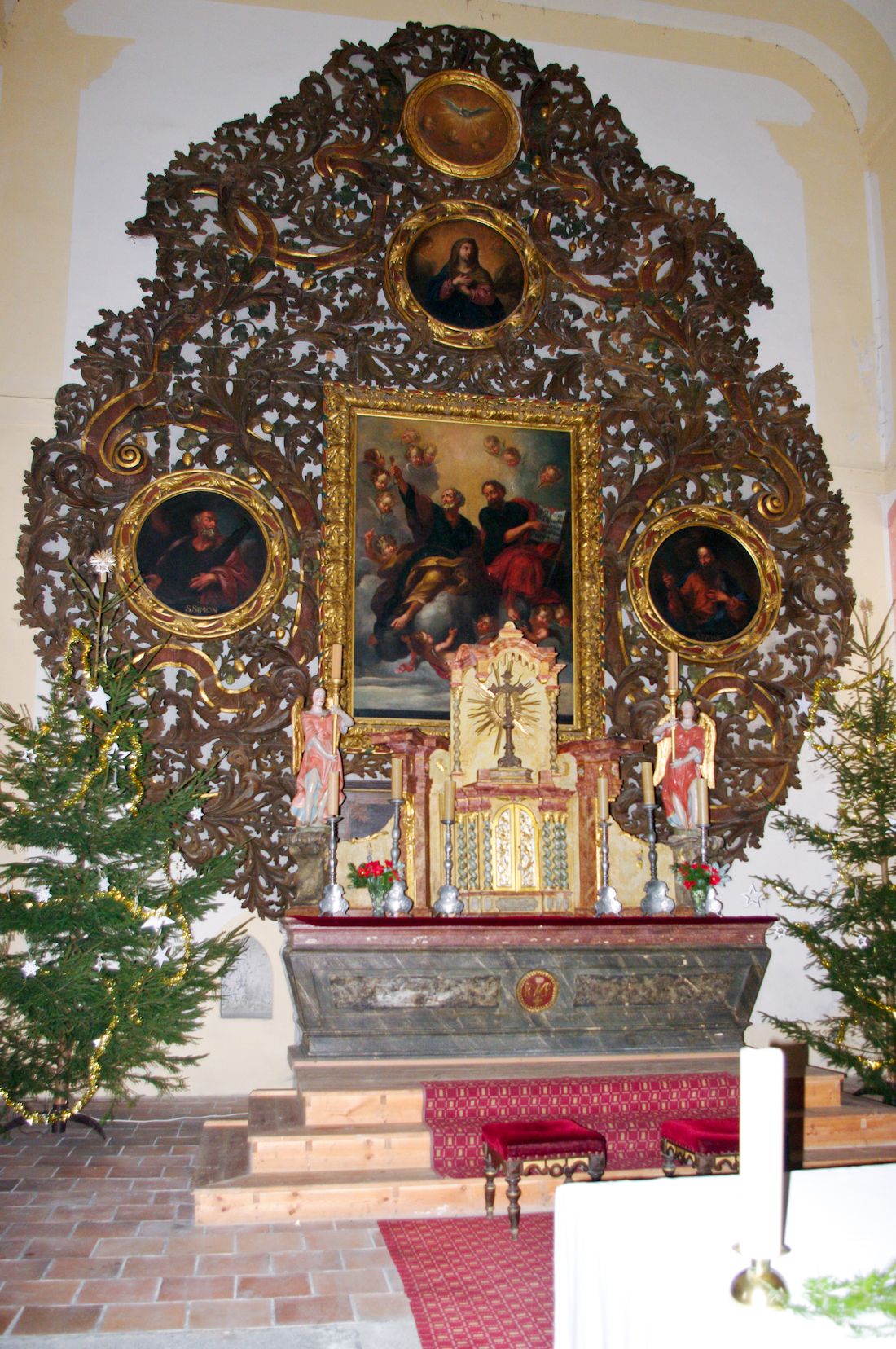
Hlavní oltář

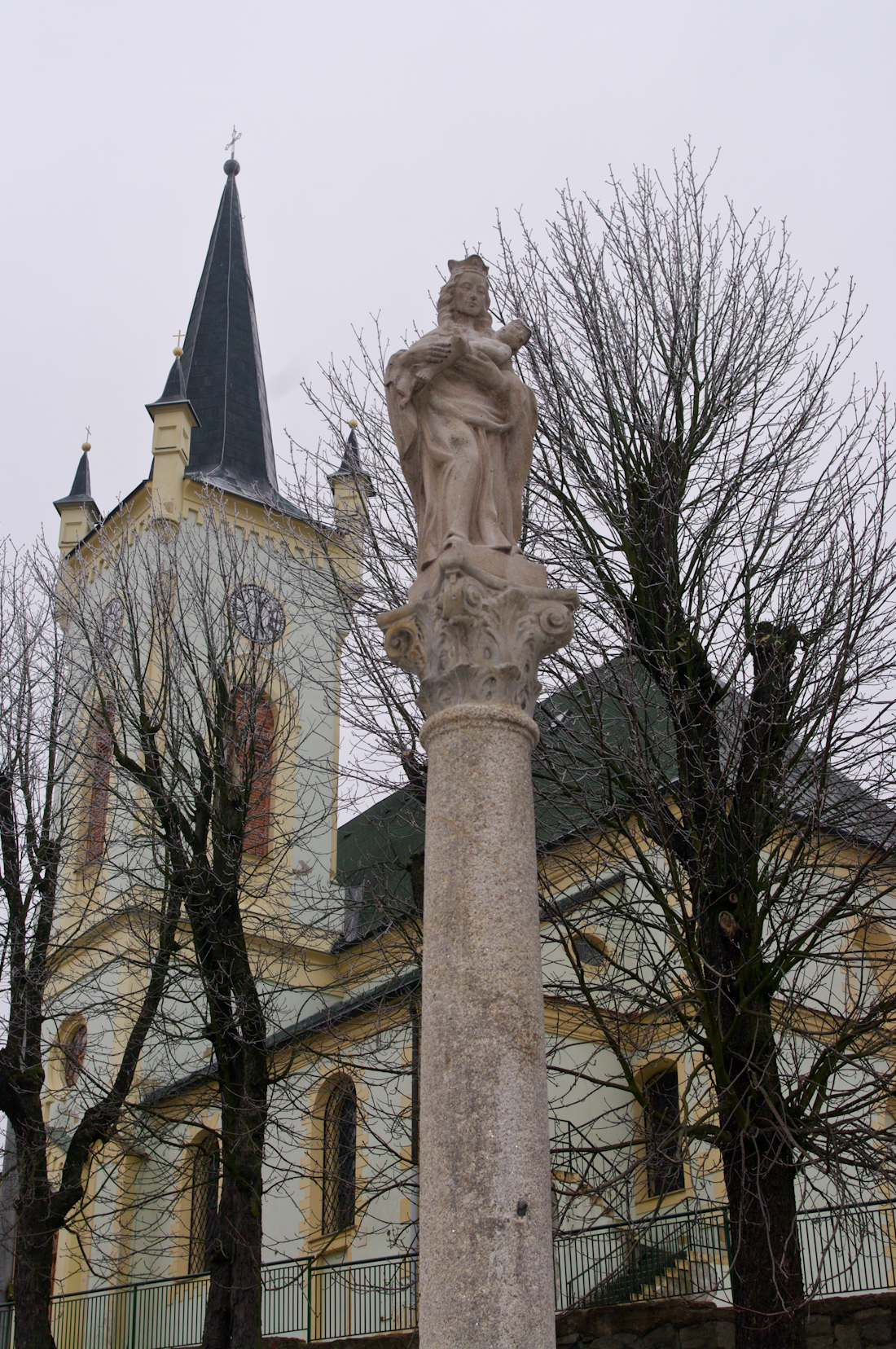
Sloup se sochou Panny Marie

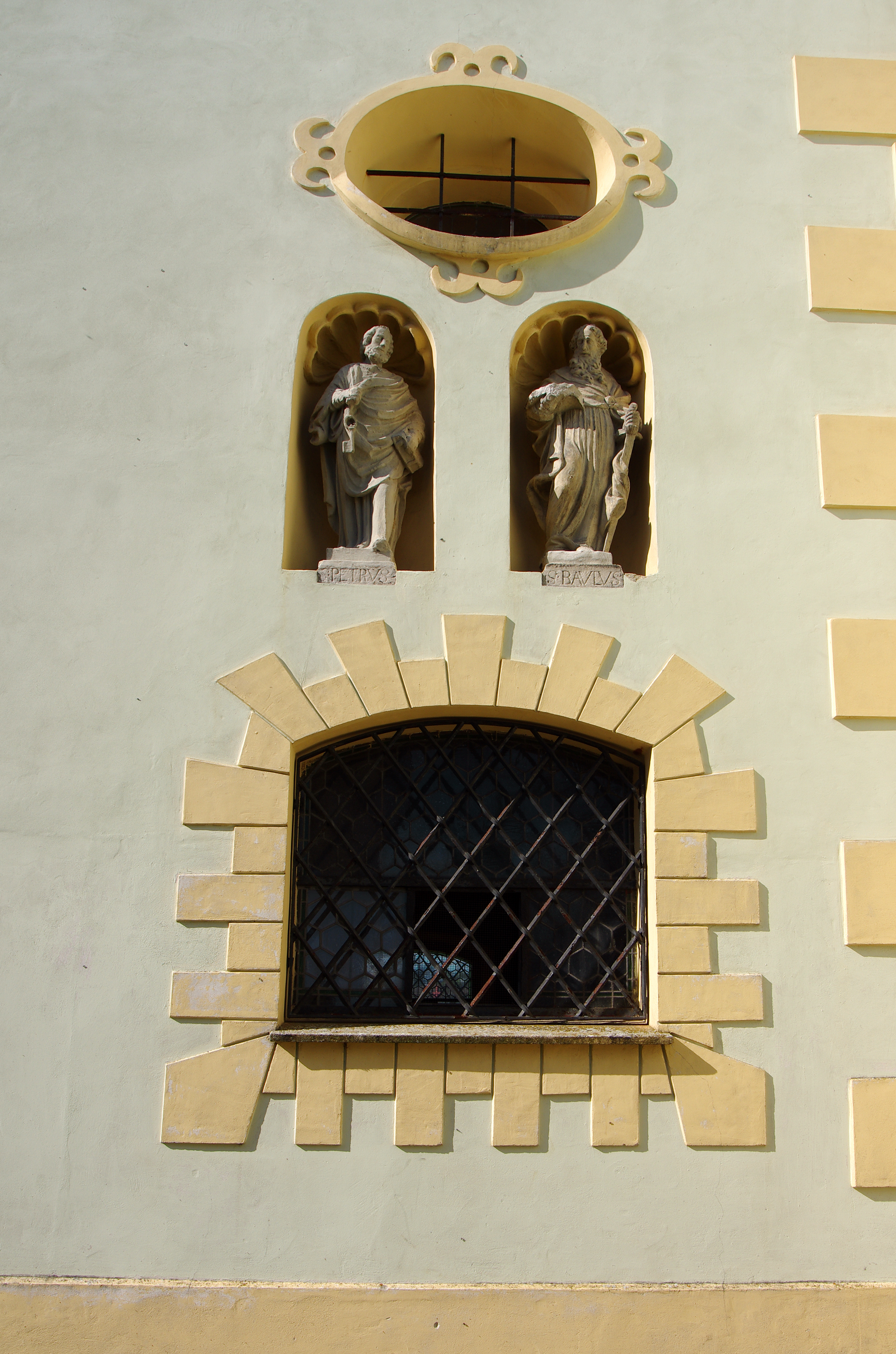
Sochy sv. Petra a Pavla

### Hlavní oltář
Nejcennějším a nejimpozantnějším uměleckým dílem interiéru kostela je hlavní oltář s obrazem svatého Petra a Pavla. Tento barokní skvost jako by ani nepatřil do kostela relativně malé krušnohorské obce. Vždyť jen oltářní nástavec měří 13 metrů a vyplňuje téměř celou závěrovou stěnu presbytáře.
Oltářní mensa má tumbový tvar, skříňkový tabernákl má šest sloupků, jejichž hlavice nesou zalamovanou římsu. Na vrcholu baldachýnové stříšky je krucifix. Zadní stěna mezi baldachýnem a tabernáklem je zdobena oválným medailonem, obklopeným paprsky. Oltářní retabulum je monumentální a bohatě vyřezávaná dřevěná deska. Její tvar je blízký siluetě rozložitého stromu s motivem bujně zavíjeného akantu, který je proplétán páskou s drobnými motivy dubového listu a žaludy. Jedná o oltář, jehož tělo není tvořeno sloupovou architekturou, ale dekorem dynamických akantových listů. Řezby mají kromě dekorativní i nosnou a architektonickou funkci. Představa oltáře jako rostoucího stromu případně biblického kmene a stromu milosti hrála v motivaci a koncepci těchto oltářů důležitou roli. Výskyt akantových oltářů je limitován časovým intervalem 1680–1730, a to zejména na území Čech a Německa. Jsou považovány za domácí českou produkci, která se rozšířila do Bavorska, i když některé práce uvádějí, že akantový oltář má svůj původ v jižním Tyrolsku a odtud byl importován do středoevropského prostoru, kde se v baroku stal velmi oblíbeným. Vznik oltáře je nejčastěji kladen do třicátých až čtyřicátých let 18. století. Spolu s umělecky hodnotnými oltářními malbami se jedná o dosud nedoceněný artefakt barokního sakrálního umění. Hlavní oltářní obraz, olejomalba na plátně, zobrazuje apoštoly sv. Petra a sv. Pavla na nebeských mracích. V oválné kompozici jsou obklopeni andílky. Svatý Petr je oděný do tmavě modrého roucha se zlatožlutým pláštěm, jeho ruka vztažená vzhůru, drží klíč od brány nebeské. Svatý Pavel hledí do prostoru mezi divákem a svatým Petrem a pravou rukou ukazuje do otevřené knihy s textem z Písma. Je oděn do tmavomodrého šatu s rudým pláštěm. Barokní plátno působí jako celek vyváženě a meditativně. Jedná se o velice kvalitní práci neznámého autora, jistě dobře poučeného o italské malbě. Tomu odpovídá tvrzení, že plátno přivezl kolem poloviny 18. století Julius Jindřich Písnic jako dar kostelu z Říma. Ve vlastní řezbě akantového oltáře se nacházejí čtyři kruhové medailony s malbami. Na evangelní straně je zobrazen sv. Šimon se svým typickým atributem pilou, na epištolní straně je zachycen svatý sv. Juda Tadeáš s kyjem, ve vrcholu retabula je obraz s Pannou Marií, v nejvyšším a nejmenším kruhovém poli je holubice jakožto symbol Ducha Svatého.

### Další umělecké památky interiéru
Kromě hlavního oltáře se v interiéru kostela nacházejí další umělecké památky. V severní boční lodi je to oltář Panny Marie, v jižní lodi oltář sv. Antonína Paduánského. Raně barokní portálové oltáře jsou z roku 1650. V oltáři Panny Marie je vlevo socha sv. Jana Křtitele, vpravo sv. Jana Evangelisty. Uprostřed je novodobější dřevěný reliéf Matky Bolestné z 19. století, která nahradila původní obraz sedící Madony s Ježíškem. V nástavci se nachází obraz se sv. Šebestiánem, sv. Rozálií a sv. Rochem, nad nimi se vznáší tzv. chlumská Madona. Tento poškozený obraz pochází z druhé poloviny 17. století. Po stranách nástavce stojí skulptury sv. Šebestiána a sv. Václava. Ve vrcholovém medailonu je zobrazen sv. Florián. V oltáři Antonína Paduánského je ve střední části nyní sousoší sv. Anny a Panny Marie, které nahradilo jak novodobou skulpturu světce, tak původní malbu z roku 1775. V levém křídle stojí socha sv. Josefa, v pravém sv. Vavřince. Obraz v nástavci s výjevem Klanění pastýřů. Po stranách nástavce se nachází vlevo sv. Barbora a vpravo sv. Kateřina.
Zbývající umělecké artefakty jsou většinou novodobé, převážně z druhé poloviny 19. století. Zajímavým artefaktem je oltář Čtrnácti svátých pomocníků v severní boční lodi, který pochází z druhé poloviny 19. století. V nikách rozložitého retabula s dvěma hladkými sloupy jsou umístěny sošky všech Pomocníků. Z 19. století pocházejí také kazatelna a křtitelnice.
Výrazně staršího data je 110 cm vysoká socha tzv. Černé Madony, označované jako Madona z Hřeben. Ta byla umístěna v kapli hradu Hartenberg a po velkém požáru hradu v roce 1668 byla zachráněna. Po roce 1946 se dostala na faru v Krajkové a občas byla umístěna v kruchtě kostela. V současnosti se nachází tato vzácná socha Madony s Ježíškem v církevním depozitáři.
V kostele se nachází několik náhrobníků. Do jižní stěny lodi je vsazen renesanční neidentifikovatelný náhrobní figurální kámen, který býval původně v podlaze. Topograf Sommer pouze zmiňuje, že se jedná o ženskou příslušnici rodu Šliků. Další dva náhrobníky se nacházejí v podlaze těsně před vstupem do sakristie, jsou ale výrazně sešlapány. U fragmentu reliéfní výzdoby jednoho z nich se možná jedná o erb rodu Hrzánů. Na kamenné desce krypty je reliéfní znak rodu Písniců. Poslední mužský potomek Písniců, Julius Jindřich (zemřel v roce 1773 v Chebu) prodal panství roku 1761 své neteři Marii Josefe, provdané hraběnce Bredové. Sňatkem její dcery Marie Anny s hrabětem Leopoldem Auerspergem přešlo panství do majetku tohoto šlechtického rodu. V hrobce jsou tak uloženy také ostatky členů rodu Bredů a Auerspergů. Jako poslední byla do hrobky roku 1901 pochována hraběnka Františka Auerspergová. Raně barokní erb je velice dobře zachován.